# 7269 Alprokhorov
7269 Alprokhorov è un asteroide della fascia principale. Scoperto nel 1975, presenta un'orbita caratterizzata da un semiasse maggiore pari a 2,9999905 UA e da un'eccentricità di 0,1034888, inclinata di 2,93510° rispetto all'eclittica.